# تصرف سنگاپور توسط ژاپن
تصرف سنگاپور توسط ژاپن (انگلیسی: Japanese occupation of Singapore) اشغال و تحت کنترل گرفتن سنگاپور توسط امپراتوری ژاپن پس از سقوط و تسلیم نیروهای نظامی انگلیس در ۱۵ فوریه ۱۹۴۲ در طول جنگ جهانی دوم بود.

## پس از شکست ژاپن
روند استعمارزدایی در شبه‌جزیره مالایا شامل مالزی، سنگاپور و برونئی، که از آسیایی‌های استعمارشده توسط انگلیس بودند، نسبتاً آرام پیش رفت، که در مقایسه با کشورهای همسایه جنوب شرقی آسیا کاملاً تضاد داشت.
مالایا در سال ۱۹۵۷ موفق به کسب استقلال سیاسی شد و در سال ۱۹۶۳ تشکیل فدراسیون مالزی اعلام شد. طبق قانون اساسی، مالزی از ۱۸ ایالت تشکیل شده‌است که ۹ ایالت از آنها ایالت‌هایی هستند که در راس آنها پادشاهان موروثی قرار دارند. پادشاهان از ترکیب خود برای مدت هفت سال عالی‌ترین حاکم کشور را انتخاب می‌کنند. دولت مرکزی به ریاست نخست‌وزیر نقش مهمی دارد. تونکو عبدالرحمان اولین نخست‌وزیر مالزی مستقل بود.
سنگاپور، که در یک زمان به عنوان یک بندر حمل و نقل رایگان ایجاد شده بود، پس از تشکیل فدراسیون مالزی بخشی از این کشور شد. با این حال، به زودی سنگاپوری‌ها احساس نابرابر بودن موقعیت خود را در این شکل‌گیری ایالتی کردند. در اوت ۱۹۶۵، تونکو عبدالرحمان و سیاستمدار مشهور سنگاپور لی کوآن یو نخست‌وزیر در آینده / توافق‌نامه ای در مورد خروج سنگاپور از مالزی را امضا کردند. در ۹ اوت ۱۹۶۵، استقلال سنگاپور اعلام شد و در دسامبر همان سال، وضعیت جمهوری به‌طور رسمی به سنگاپور اختصاص یافت.